# Kaneko Tsuyoshi
Kaneko Tsuyoshi (金子 剛 Kaneko Tsuyoshi, sinh ngày 8 tháng 4 năm 1983) là một cầu thủ bóng đá người Nhật Bản. Anh thi đấu cho Tokyo Musashino City FC.

## Thống kê câu lạc bộ
| Thành tích câu lạc bộ | Thành tích câu lạc bộ | Thành tích câu lạc bộ | Giải vô địch | Giải vô địch | Cúp                   | Cúp                   | Tổng cộng | Tổng cộng |
| Mùa giải              | Câu lạc bộ            | Giải vô địch          | Số trận      | Bàn thắng    | Số trận               | Bàn thắng             | Số trận   | Bàn thắng |
| Nhật Bản              | Nhật Bản              | Nhật Bản              | Giải vô địch | Giải vô địch | Cúp Hoàng đế Nhật Bản | Cúp Hoàng đế Nhật Bản | Tổng cộng | Tổng cộng |
| --------------------- | --------------------- | --------------------- | ------------ | ------------ | --------------------- | --------------------- | --------- | --------- |
| 2002                  | Mito HollyHock        | J2 League             | 2            | 0            | 0                     | 0                     | 2         | 0         |
| 2003                  | Mito HollyHock        | J2 League             | 14           | 2            | 3                     | 1                     | 17        | 3         |
| 2004                  | Mito HollyHock        | J2 League             | 0            | 0            | 0                     | 0                     | 0         | 0         |
| 2004                  | Grulla Morioka        | Regional Leagues      |              |              |                       |                       |           |           |
| 2005                  | Mito HollyHock        | J2 League             | 9            | 1            | 0                     | 0                     | 9         | 1         |
| 2006                  | Tochigi SC            | JFL                   | 11           | 2            | 0                     | 0                     | 11        | 2         |
| 2007                  | Tochigi SC            | JFL                   | 4            | 0            | 0                     | 0                     | 4         | 0         |
| 2008                  | Yokogawa Musashino    | JFL                   | 16           | 4            | -                     | -                     | 16        | 4         |
| 2009                  | Yokogawa Musashino    | JFL                   | 9            | 1            | 0                     | 0                     | 9         | 1         |
| Tổng cộng             | Nhật Bản              | Nhật Bản              | 65           | 10           | 3                     | 1                     | 68        | 11        |
| Tổng cộng sự nghiệp   | Tổng cộng sự nghiệp   | Tổng cộng sự nghiệp   | 65           | 10           | 3                     | 1                     | 68        | 11        |